# サーバ (食品)

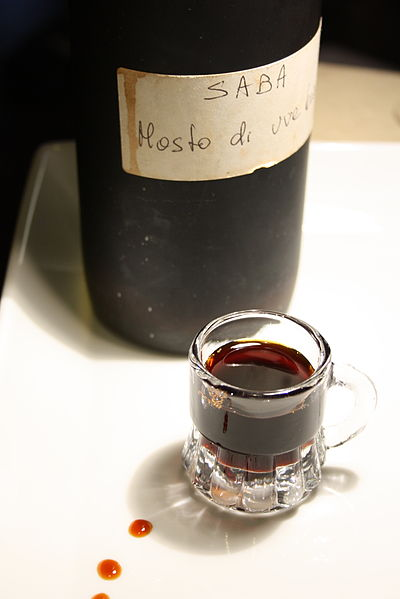
サーバ

サーバ（イタリア語：saba）または サーパ（sapa）は、イタリアのロマーニャで食べられる、ブドウのシロップ。同地方の農民の典型的な食べ物と考えられている。古代ローマ時代から知られている食品である。
サーバは作り立ての白ブドウか赤ブドウのムスト（皮や種を含んだ生搾りジュース）から作られるため、「モスト・コット」（煮ムスト）とも呼ばれる。6つほどの殻つきのクルミと共にムストを銅の大鍋に入れ、容器の底に張り付かないよう、ゆっくりとかき混ぜながら煮つめ、最初の3分の1ほどの量になったら完成である。
サーバは熟成したチーズと共に食べたり、サラダドレッシングとして用いたりするほか、アイスクリームや生クリームのソースとしても、良く合う。リンゴとセイヨウナシ、カリンのジャムを詰めた「サバドーニ」と呼ばれる甘いラビオリにかけて食べるのにも使われる。また、夏には水に入れるとおいしい清涼飲料になる。